# Ascia Igorot

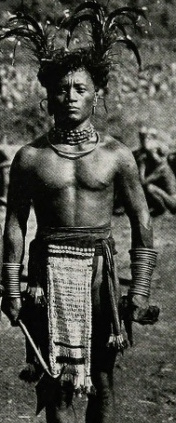
Foto di un guerriero che impugna l'ascia Igorot, 1913.

L'ascia Igorot è un'arma da taglio a filo singolo tipica dell'isola di Luzon nelle Filippine. L'ascia prende il nome dalle popolazioni che abitano nella zona montuosa nella parte settentrionale dell'isola, popolazioni che sono appunto definite, nel loro assieme, Igorot, cioè 'settentrionali'.
Questa tipologia di ascia, con una particolare lama concava, era una delle armi caratteristiche dei cacciatori di teste locali. Il suo utilizzo non era però limitato al combattimento: l'ascia è abbastanza robusta da tagliare la legna e sostituirsi a vari attrezzi ed era impiegata anche per la caccia e macelleria. Questo la rendeva uno dei principali strumenti di uso quotidiano nei villaggi Igorot.

## Nome
Secondo la ricostruzione di William Henry Scott, la parola Igorot, adattata in varie forme sia in spagnolo sia, più tardi, in inglese, deriva da golot. Questa parola significa 'montagne' in diverse lingue parlate nella regione e imparentate con il tagalog, ed è stata quindi usata per indicare le popolazioni della regione montuosa.
In tagalog il termine usato per indicare l'ascia Igorot è wasay, che però si riferisce generalmente a qualsiasi ascia (è il significato letterale del termine).
Con ascia Igorot si intende quindi qualsiasi ascia tipica prodotta nelle province della Regione Amministrativa Cordillera: Mountain, Benguet, Abra, Kalinga, Apayao e Ifugao.
In passato, quasi ogni tribù della regione produceva una particolare variante dell’arma: per esempio, le asce prodotte in Abra avevano un manico più lungo. Ognuna di queste varianti aveva un nome diverso, in base ai dialetti locali. Alcuni di questi nomi sono:
- Sinawit: prodotta a Kalinga
- Pinangas (Pin-nang): prodotta a Bontoc
- Aliwa: prodotta ad Abra
- Binaroy (Badan): prodotta ad Apayao e utilizzata solo per l’agricoltura
- Badon: versione a lama larga della Binaroy
- Iko: prodotta ad Apayao, molto piccola e portata dalle donne nella capigliatura, solo utensile
- Binarawad: prodotta ad Apayao, arma dei cacciatori di teste
- Pinagada: utilizzata come utensile dai Kankanaey
- Pannakot: altro utensile dei Kankanaey
- Gaman: utilizzata dai Kankanaey per il combattimento
- Guasay (Guwasay): utilizzata come utensile dagli Ibaloy
- Palakot: altro termine diffuso nelle Filippine per qualsiasi ascia

Le asce Igorot vengono identificate anche con il nome della tribù di appartenenza. Per esempio: Bontoc, Kankanaey, Ibaloy, Itneg.

## Descrizione
In media, l’ascia Igorot è lunga 60 cm, con una testa di 30 cm di larghezza, che veniva assemblata a incastro all’interno del manico, aggiungendo un codolo o all’esterno con un rinforzo di metallo.
La caratteristica che rende particolare l’arma è la forma della testa: la lama, presente su un solo lato, è concava e l’angolo superiore si estende in una punta più o meno pronunciata (in base al modello), anch’essa affilata. Anche l’angolo inferiore in alcuni esemplari è leggermente allungato. Il lato opposto della testa invece, presenta una punta simile a quella di un piccone o di un martello d’arme (anche questa di lunghezza e spessore variabili).

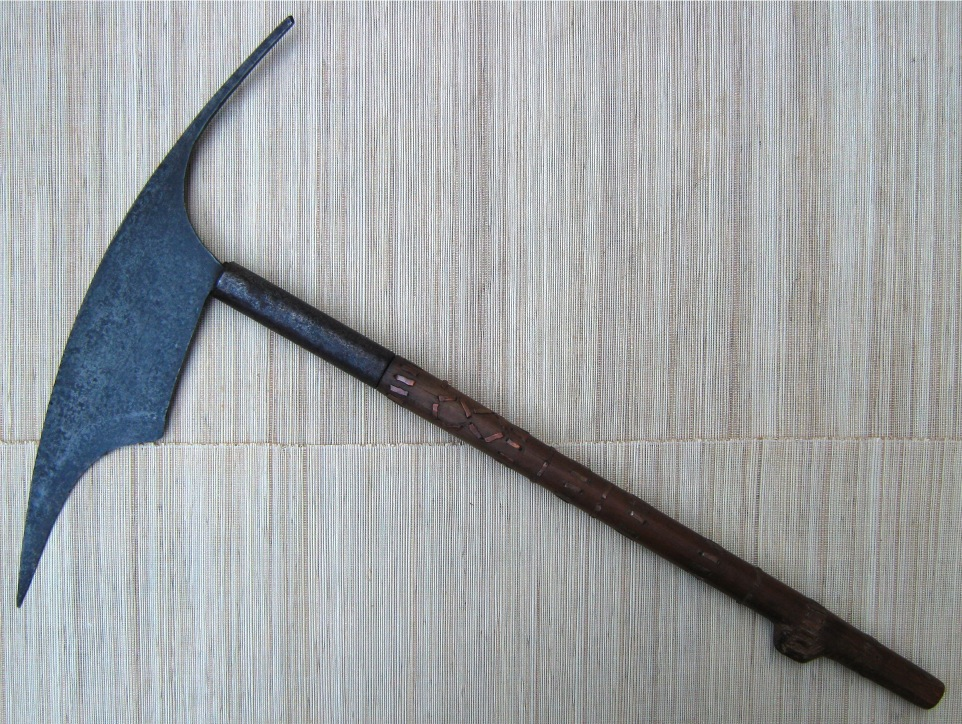
Esemplare di ascia Igorot

La forma concava della lama è studiata per infossarsi più facilmente nei materiali e per tagliare in modo più efficace una superficie irregolare, mentre la punta sul retro era utilizzata in battaglia come un uncino, per arpionare e spostare gli scudi o le armi degli avversari. Potenzialmente, poteva essere efficace anche nel penetrare armature e protezioni, che però non venivano utilizzate dalle tribù della regione (i guerrieri combattevano seminudi).
Lo spuntone serviva comunque perlopiù come attrezzo e veniva usato per fissare l’arma al terreno, così da non doverla reggere mentre la si affilava o si tagliava qualcosa. In caso di necessità l'ascia poteva persino sostituirsi ad un attrezzo da arrampicata.
La regione di Cordillera era conosciuta per gli abili artigiani e fabbri. Nonostante l'ascia Igorot sia uno strumento molto semplice e spesso rudimentale, ne esistono vari esemplari più elaborati e di ottima fattura, con vari tipi di decorazioni, specialmente nel manico; questi esemplari erano probabilmente in dotazione ad elementi di ceto più alto o per uso cerimoniale.
Sia armi che utensili, le asce Igorot venivano utilizzate quotidianamente dai proprietari ed erano quindi soggette a modifiche e riparazioni nel tempo. Questo rende difficile risalire all’origine di molti esemplari.
Le asce Igorot sono classificate come armi in base alle loro caratteristiche. La differenza tra un'ascia da lavoro e una da combattimento si concretizza infatti in due elementi principali: il peso e il grado di affilatura. Un'ascia da lavoro, per tagliare gli alberi, non deve necessariamente essere affilata, perché affonda nel materiale grazie al peso e alla geometria della testa; un'ascia da combattimento invece ha una testa molto più piccola, come nel caso della francisca, o molto sottile e affilata, come l'ascia danese, per aumentarne maneggevolezza e letalità. L'ascia Igorot è relativamente leggera e affilata, e la sua costruzione mostra chiaramente che non si tratta di un utensile occasionalmente utilizzato in battaglia, ma di un'arma vera e propria.

## Storia
Non si conoscono con precisione le origini dell'ascia Igorot. Le tribù della regione hanno avuto occasionalmente rapporti commerciali con le popolazioni orientali e l’ascia Igorot quindi è probabilmente un’evoluzione delle asce cinesi o indiane.
I primi, rari, contatti documentati da parte del mondo occidentale sono avvenuti solo dopo la metà del Cinquecento e non hanno portato abbastanza informazioni per stabilire le concrete origini di quest’arma; si sa però che la cultura dei cacciatori di teste è sempre stata presente tra le tribù della regione e l’ascia potrebbe avere origini molto antiche.
Le popolazioni tribali di questa regione sono sempre state restie ai contatti con il mondo esterno, mantenendo la propria identità e tradizione, anche dopo la parziale colonizzazione spagnola e successivamente statunitense. I resoconti più dettagliati vengono da viaggiatori europei e americani o dai missionari che hanno interagito con i tribali.
Le tribù di Cordillera erano in uno stato costante di conflitto, principalmente dovuto a faide tra i villaggi che continuavano per più generazioni. Quando qualcuno veniva ucciso in combattimento, i compagni organizzavano una nuova razzia per vendicare l’offesa e così faceva a sua volta il villaggio avversario. Anche lo schiavismo era molto comune e presente soprattutto nelle tribù più bellicose, come i Kalinga.
I cacciatori di teste Igorot andavano in battaglia equipaggiati con una o più lance, usate come arma principale e per lo scontro a distanza. Portavano scudi simili a quelli delle tribù africane, ma con forme spesso più complesse, come lo scudo utilizzato dai Kalinga. Quest’ultimo era dotato di tre estensioni su un lato, che formavano una sorta di tridente, mentre sul lato opposto gli angoli erano allungati formando un arco. Nelle fonti del tempo vengono mostrati molti esempi di questo scudo dalle molteplici funzionalità. Il lato superiore serviva ad afferrare le gambe del nemico nel tentativo di farlo cadere; se il tentativo riusciva, la parte inferiore dello scudo era utilizzata per bloccare l’avversario al suolo mentre si sferrava il colpo di grazia, che spesso consisteva nella decapitazione. Ogni guerriero, quindi, portava legata alla cintura un’arma secondaria per gli scontri ravvicinati. Queste armi secondarie potevano essere clave, armi da taglio come il Bolo machete o l’ascia Igorot.
Anche gli archi erano presenti, ma erano raramente utilizzati ed accettati solo in alcune tribù, anche perché erano considerati un'arma poco onorevole. Con l’avanzare del ventesimo secolo le armi da fuoco, fornite spesso dagli statunitensi per equipaggiare le forze di polizia locale, hanno fatto la loro comparsa tra i ranghi delle tribù ma in quantità così ridotta da non sostituire le altre armi.
Anche dopo il 1900 le asce erano così diffuse che persino le donne di alcune tribù come i Tingian ne portavano delle versioni in miniatura, tenute nei capelli come ornamento.
Le tradizioni delle tribù di cacciatori di teste erano così radicate che, anche sotto la giurisdizione statunitense, gli episodi di violenza ed omicidi erano all'ordine del giorno. Un aneddoto che illustra bene questa realtà è riportato in una testimonianza del 1913: un uomo di nome Abaya, della tribù dei Tingian, una delle più selvagge, aveva uno schiavo (pratica già al tempo sull'orlo dell'illegalità, se non completamente illegale per il governo americano). Un subordinato disse ad Abaya che lo schiavo stava progettando di fuggire. L'uomo senza battere ciglio prese la sua ascia e si diresse verso lo schiavo, che in quel momento stava raccogliendo la legna; senza proferire parola, gli si avvicinò alle spalle e alzò l'ascia perparandosi a tagliargli di netto il collo. Lo schiavo si accorse giusto in tempo della minaccia e si spostò, ma il colpo inflisse comunque una grave ferita alla spalla. Miracolosamente, la vittima riuscì a fuggire e la polizia arrestò l'aggressore. Il fatto più sconcertante però è che una volta in tribunale, Abaya si scusò con la giuria per aver fallito nell'omicidio e, anche dopo essere uscito di prigione, era ancora convinto di essere stato punito per il suo fallimento e non per l'aggressione.
Verso la fine della Seconda guerra mondiale, gli Igorot hanno cacciato e spesso decapitato con l'ascia i giapponesi occupanti dopo la reinvasione dell'isola da parte degli statunitensi.

## Uso negli scontri tribali
Gli scontri tribali delle popolazioni Igorot iniziavano tipicamente con il lancio dei giavellotti, che avveniva da una distanza di circa 10-15 metri. Finite le lance a disposizione, il combattimento si evolveva in una mischia senza particolari formazioni, fatta di veloci cariche e ritirate, che poteva durare pochi minuti o anche mezza giornata. In questa seconda fase entravano in gioco l’ascia Igorot e le altre armi da mischia che, nel mezzo del combattimento, servivano anche a tagliare e prendere le teste dei nemici sconfitti.
Secondo vari resoconti dell’epoca, questi scontri erano regolati da una moltitudine di leggi non scritte dette adat, dettate dalle tradizioni dei villaggi in conflitto. A volte le battaglie terminavano dopo un singolo duello, altre dopo il primo sangue. Solo in rare occasioni queste schermaglie portavano alla sconfitta totale di una fazione.
Un’usanza di alcune tribù era quella di permettere ai guerrieri più giovani, specialmente se era la loro prima battaglia, di finire i nemici feriti in una sorta di iniziazione per ottenere il tatuaggio tradizionale chiamato Chaklag, che identificava l’individuo come guerriero. Questo simbolo era la prova di aver ottenuto una testa, requisito necessario, almeno in alcune tribù, per potersi sposare. La pratica di ottenere una testa era così comune e ambita che sono stati decumentati casi di omicidi all'interno della stessa tribù o addirittura dello stesso nucleo familiare, per ottenere una testa da presentare, spacciandola per quella di un nemico
Al termine di queste schermaglie seguivano svariati rituali, diversi per ogni tribù. Per esempio le teste a volte erano seppellite lontano dal corpo, o in altri casi portate al villaggio dei vincitori come talismani e trofei. La credenza principale nelle regioni abitate dagli Igorot era che lo spirito appartenente alla testa avrebbe servito il suo possessore nell'aldilà. Altri rituali invece avevano lo scopo di inviare lo spirito a maledire un altro villaggio, o a proteggere quello di chi eseguiva il rito.
Gli scontri tra le tribù servivano come dimostrazione di potere o vendetta e lo scopo era di catturare prigionieri o fare razzia di trofei come teste od oggetti di valore presi dal villaggio rivale. La conquista o la completa distruzione di un villaggio non sono mai state documentate, ma le faide tra varie famiglie erano molto frequenti e potevano durare a lungo.
Secondo le tradizioni locali, se un uomo voleva uccidere un altro in modo onorevole gli donava un pesce come avvertimento e simbolo di sfida; se questo veniva accettato, si poteva procedere ad un combattimento leale secondo le usanze. In caso contrario lo sfidante poteva utilizzare qualsiasi metodo per raggiungere il proprio scopo
Le fonti del Novecento mostrano che i rapporti con i colonizzatori e i missionari sono stati pieni di tensione nonostante la facciata spesso timida e amichevole dei tribali: le imboscate e gli omicidi da parte degli Igorot erano frequenti e le vittime erano spesso decapitate con l'ascia o il machete.

## Uso contemporaneo
L’ascia Igorot viene oggi prodotta e venduta da varie aziende specializzate; può essere acquistata sotto forma di modello da esposizione oppure come vero e proprio attrezzo da carpenteria, con le dovute modifiche. Ne esistono anche versioni da rievocazione storica, più fedeli ai modelli originali.
Nella regione di Cordillera, che non fu mai completamente colonizzata, alcune aree montuose, quasi inaccessibili, sono ancora abitate da quelle che un tempo erano le tribù di cacciatori di teste. L’ascia viene ancora prodotta e utilizzata dai villaggi legati alle origini tribali principalmente per celebrazioni e festival.
In età contemporanea, il rituale del taglio della testa con l’ascia viene effettuato con un fantoccio di legno, che viene decapitato per garantire fertilità e la possibilità di un buon raccolto nei campi. I casi di omicidio, in cui l'ascia veniva usata per il suo scopo originale, sono però continuati fino agli anni settanta, in seguito a sommosse da parte degli Igorot, scatenate dallo sfruttamento del territorio da parte del governo del dittatore Ferdinand Marcos.

## Esemplari nei musei
La forma particolare delle asce Igorot e gli ornamenti presenti in molti modelli le rendono degli ottimi elementi da esposizione nei vari musei che riguardano la cultura filippina o le sue arti marziali. Se ne possono trovare non solo nell’arcipelago, ma anche in altri paesi grazie alle collezioni donate dai viaggiatori dell’epoca e ad iniziative culturali. Per esempio, nel British Museum è presente una collezione di armi filippine.
Alcuni musei in cui si può trovare un esemplare di ascia Igorot sono:
- Penn Museum[20]
- Pang-ulo exhibit, Museum of the Filipino People[21]
- Met Museum[22]
- British Museum[23]

## Arti marziali
La cultura filippina ha una lunga tradizione di arti marziali, nata dalle conoscenze delle varie tribù dell’arcipelago, che convergono nella disciplina chiamata Escrima (o Kālī).
Questa disciplina ha origini antiche e tratta vari tipi di armi, dai semplici bastoni alle armi da taglio più grandi. Permise alle tribù di avere un addestramento militare, tanto da dare filo da torcere ai conquistatori spagnoli, che arrivarono a proibirne la pratica nei territori sotto il loro controllo. Per continuare a praticarlo, il Kali venne inserito nelle danze e rituali della cultura filippina. Al giorno d’oggi, è praticato in tutto il mondo ed è una delle principali arti marziali di tipo schermistico. 
I cacciatori di teste Igorot sono stati tra i principali esempi dell'utilizzo di tecniche di combattimento legate a queste discipline, sviluppate utilizzando l'ascia e le altre armi da mischia.